# Neudrossenfeld
Neudrossenfeld é um município da Alemanha, no distrito de Kulmbach, na região administrativa da Alta Francónia, estado de Baviera.

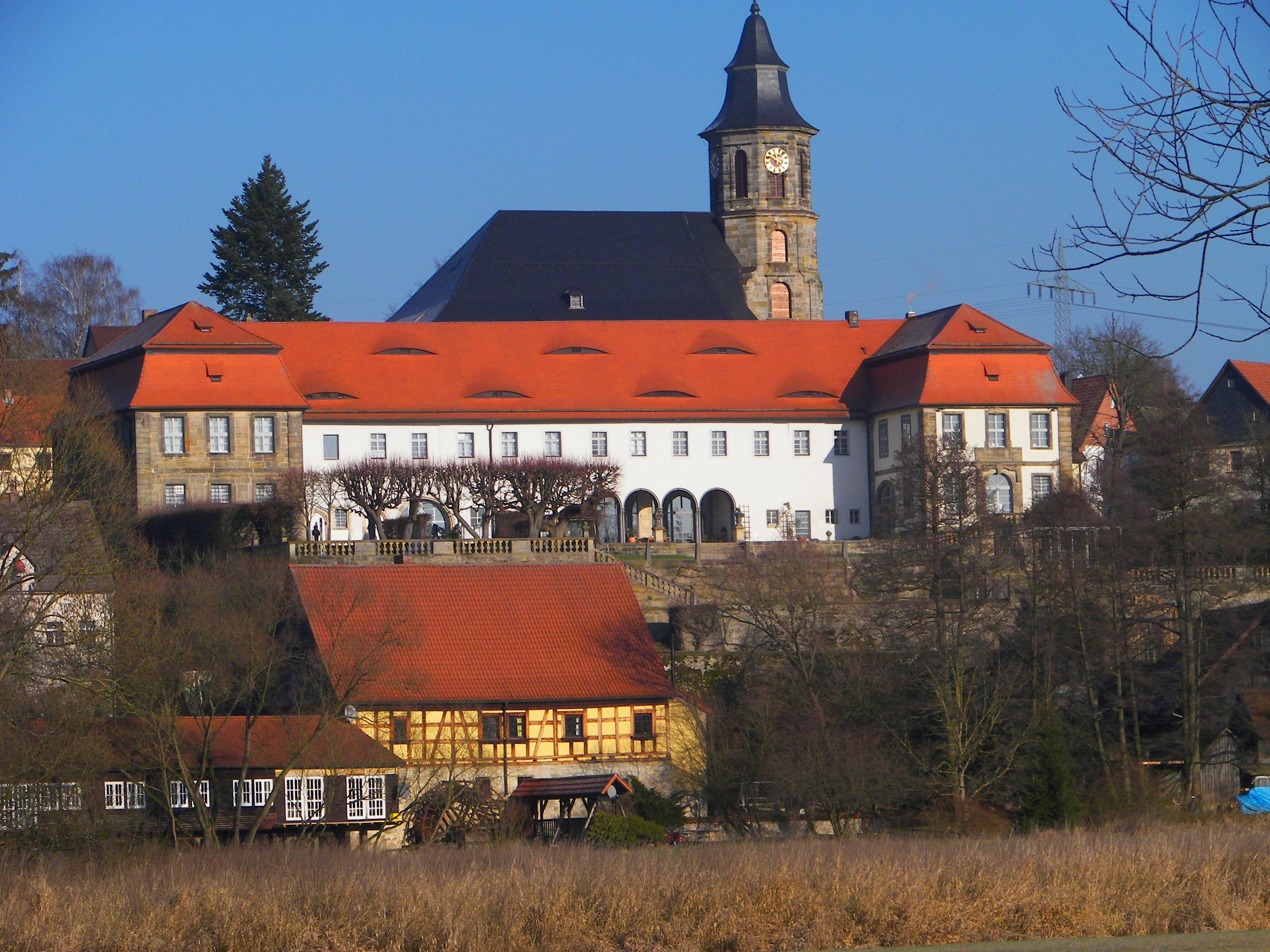
Church, castle and mill

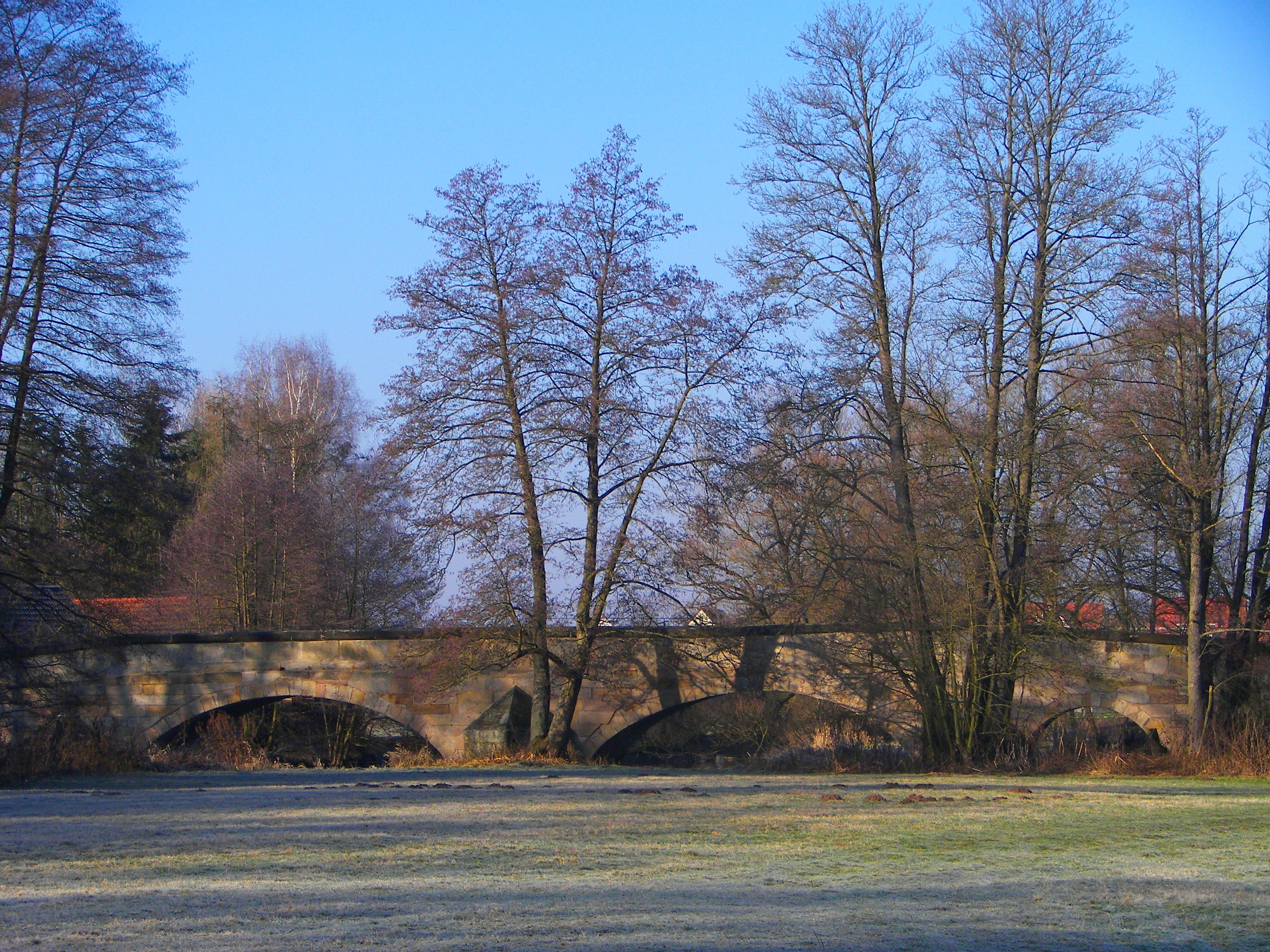
Old bridge over Roter Main river